# Siegfried Behrens (Jurist)
Siegfried Johann Georg Behrens (* 17. Juli 1768 in Marne; † 2. Oktober 1828 in Husum) war ein Husumer Landvogt.

## Leben
Siegfried Behrens war ein Sohn des Kirchspielvogts Nicolaus Behrens (* 9. September 1734 in Rösthusen; † 28. April 1796 in Heide) und dessen Ehefrau Dorothea Amalia (1743–1804), einer Tochter von Ludwig Friedrich Hudemann. Er hatte drei Schwestern. Beate Wibke Dorothea heiratete Hieronymus Friedrich Philipp Hensler, Sophia Amalia Catharina wurde die erste Frau von Barthold Georg Niebuhr und Friederica Luisa heiratete den Meldorfer Gerichtsaktuar Carl Wilhelm Cartheuser.
Er studierte Jura an der Universität Göttingen und später an der Universität Kiel, an der er sich am 14. Oktober 1789 einschrieb. Nach der Promotion zum Dr. jur. habilitierte er sich 1792. 1794 erhielt er eine Stelle als Adjunkt der juristischen Fakultät der Kieler Universität. 1795 wechselte er als Amtsschreiber nach Bordesholm.
Am 9. Mai 1794 heiratete Behrens in Kiel Anna Helene Dorothea von Sievers, genannt Röhres (* in Sankt Petersburg; † vermutlich in Berlin), eine Schwester von Johann von Sievers. Ihr Vater Gottlieb Christian von Sievers war ein „in russischen Diensten gestandener Obrist“, ihre Mutter Ursula Margaretha, geborene Scheel, stammte aus Kiel. Das Ehepaar bekam zwei Töchter. Die Tochter Catharina Amalia Margarethe (* 8. September 1795 in Bordesholm; † 12. Oktober 1878 in Berlin) heiratete den Theologen August Twesten; die Tochter Sophie Amalia Bartholdine (* 1. Januar 1800 in Bordesholm) starb unverheiratet.
Aufgrund von Auseinandersetzungen mit seinem Amtsmann, Graf Conrad Holck, wechselte Behrens als Landvogt nach Süderstapel, wo er am 17. September 1799 bestallt wurde. Aufgrund gesundheitlicher Probleme ging er 1802 nach Husum. Hier wurde er am 19. März 1802 als Landvogt für die Ämter Husum und Schwabstedt bestallt. Sein Vorgesetzter als Amtmann und Oberstaller war Hans Christoph von Levetzow.

## Wirken
Behrens stammte aus einer Familie, die als hochgebildet und aufgeklärt galt. Die Französische Revolution hatte sie zu liberalen Ansichten angeregt. Nach dem Ende der Befreiungskriege schrieb Behrens Über Staatsverfassung, das 1816 in Hamburg erschien. Er widmete diese Schrift dem Reichskanzler Karl August von Hardenberg, dessen Reformen auf liberalen Grundsätzen basierten. 
1817 hielt Behrens seine Betrachtungen über Staatsverfassung schriftlich fest. Darin rief er dazu auf, Bürgern Mitspracherechte und Verantwortung im Rahmen der Gesetzgebung und Verwaltung einzuräumen. Der Souveränität der Bürger in Fragen der Gesetzgebung, Gesetzesvollziehung und richterlicher Gewalt, wie sie die französischen Revolutionäre forderten, widersprach er aber. Stattdessen betonte er die liberale englische Organisation von Verwaltung und Verfassung. Außerdem sprach er sich für die konstitutionelle Monarchie und ein Zweikammersystem aus. Das als „Prairie“ bezeichnete Oberhaus sollte dabei als stabilisierendes, konservatives Element den Staat festigen. Zu Lebzeiten galt er als bester Kenner der englischen Verfassung.
Behrens forderte, Gesetzesänderungen nur mittels Petitionen einzuleiten. Er unterstützte 1816/17 sicherlich die Petitionsbewegung, wobei er sich als königlicher Beamter zurückhielt. Er gehörte neben Niels Nikolaus Falck, Friedrich Christoph Dahlmann, und Franz Hermann Hegewisch zu den Personen, die in der Region um Kiel den Frühliberalismus repräsentierten.
In Fragen der Religion äußerte sich Behrens orthodox. Als Jacob Georg Christian Adler eine neue Kirchenagende vorlegte, die die Regierung am 2. Dezember 1796 veröffentlichte, kritisierte Behrens diese scharf. Er lehnte die Freidenker ebenso ab wie die Neologie und das Freimaurertum. Außerdem setzte er sich dafür ein, dass Claus Harms an die Kieler Nikolaikirche kam. Nachdem Harms am 31. Oktober 1817 seine umstrittenen Thesen veröffentlicht hatte, unterstützte ihn Behrens in Wort und Schrift.